# Sabha
Sabha er en by i det centrale Libyen, med et indbyggertal på cirka 130.000. Byen, der ligger på kanten af Sahara-ørkenen, er landets tredjestørste by.
27°02′N 14°26′Ø / 27.033°N 14.433°Ø